# If I Go
If I Go is een single van de Nederlandse zangeres Anouk. Het nummer is afkomstig van haar album Who's Your Momma. Het nummer is de vierde single van het album en na Good God, I Don't Wanna Hurt en Modern World het eerste echte rocknummer. Het nummer is de laatste uitgebrachte single van het album.
If I Go werd, net als Modern World uitgekozen als Alarmschijf op Radio 538.

## Achtergrond
If I Go wordt gezongen uit het oogpunt van een vrouw die een relatie heeft, maar op het punt staat deze te verbreken. In het refrein zingt ze dat hij veel zal verliezen als zij weg zal gaan. De tekst over weggaan werd voor Anouk wel erg persoonlijk toen ze in mei 2008 bekendmaakte te gaan scheiden van haar man Remon Stotijn.
In het nummer zingt Anouk, vooral aan het einde, lager dan ze tot nu toe heeft laten horen in een nummer.

## Hitnotering
| If I Go in de Nederlandse Top 40 - binnen 20 september 2008 | If I Go in de Nederlandse Top 40 - binnen 20 september 2008 | If I Go in de Nederlandse Top 40 - binnen 20 september 2008 | If I Go in de Nederlandse Top 40 - binnen 20 september 2008 | If I Go in de Nederlandse Top 40 - binnen 20 september 2008 | If I Go in de Nederlandse Top 40 - binnen 20 september 2008 | If I Go in de Nederlandse Top 40 - binnen 20 september 2008 | If I Go in de Nederlandse Top 40 - binnen 20 september 2008 | If I Go in de Nederlandse Top 40 - binnen 20 september 2008 | If I Go in de Nederlandse Top 40 - binnen 20 september 2008 | If I Go in de Nederlandse Top 40 - binnen 20 september 2008 |
| Week                                                        | 1                                                           | 2                                                           | 3                                                           | 4                                                           | 5                                                           | 6                                                           | 7                                                           | 8                                                           | 9                                                           |                                                             |
| ----------------------------------------------------------- | ----------------------------------------------------------- | ----------------------------------------------------------- | ----------------------------------------------------------- | ----------------------------------------------------------- | ----------------------------------------------------------- | ----------------------------------------------------------- | ----------------------------------------------------------- | ----------------------------------------------------------- | ----------------------------------------------------------- | ----------------------------------------------------------- |
| Nummer                                                      | 26                                                          | 19                                                          | 16                                                          | 15                                                          | 15                                                          | 17                                                          | 18                                                          | 20                                                          | 32                                                          | uit                                                         |